# Marko Trifković
Marko Trifković (Serbio cirilíco: Марко Трифковић; Belgrado, 6 de septiembre de 1864 - Ibidem, 26 de julio de 1928) fue un político serbio, que se desempeñó como  Primer Ministro de Serbia.
Estudió derecho en Belgrado y para luego continuar sus estudios en Berlín y Zúrich. Después de graduarse, comenzó prácticas en los tribunales de Valjevo y Krusevac, y luego empezó a trabar como abogado en Belgrado. De allí pasó al Ministerio de Economía Nacional, donde se desempeñó como inspector. 
Se afilió al Partido Popular Radical y fue elegido por esta colectividad como diputado por primera vez en 1906. Posteriormente fue ministro durante los gobiernos de Nikola Pašić y Milovan Milovanović. Tras la muerte de Milovanović, asumió como Primer Ministro de Serbia, desempeñándose en el cargo entre el 1 de julio y el 12 de septiembre de 1912; simultáneamente se desempeñó como Ministro de Relaciones Exteriores. Durante la Primera Guerra Mundial lideró al grupo de diputados independientes del Partido Popular Radical, que se opusieron a las políticas de Nikola Pašić y de Stojan Protic. En el último gobierno del Reino de Serbia se desempeñó como Ministro del Interior de Nikola Pašić. 
En el recién fundado estado yugoslavo fue ministro en los gobiernos de Nikola Pasic, Stojan Protic y Milenko Vesnic. En 1920 fue elegido presidente de la Asamblea Nacional.  
Como primer vicepresidente de la Junta Municipal del Partido Radical, estuvo muy activo en la vida política de Yugoslavia en el período de entreguerras. 